# 고개의 군상
에도 시대의 겐로쿠를 배경으로 방송시의 시대가 같은 시대의 방향이 변화하는 시기가 되는 「고비」의 시대라고 하는 원작자 · 사카이야 다이치의 관점을 중심으로 아코 사건을 현대적으로 그린 드라마. 아코번 단절을 현대의 기업 도산에 비유 구토의 영웅주의보다 샐러리맨 즉 아코 무사들이 어떻게 행동했는지를 재고하는 작품이 되고 있다.
각본에 데뷔하고 나서 얼마되지 않은 토미카와 모토후미가 대하 드라마 사상 최연소로 기용되어 이에 따른 각 회의 부제가 독특했다. 왜냐하면 대하의 부제 대부분의 명사형을 주체로 하고, 본작과 같이 동사의 그것이 사용되는 것은 별로 예가 없기 때문이다. 배역 면에서는 주역에 베테랑 오가타 켄을 기용하는 한편, 당시 인기 절정에 있던 "타노킨 트리오"의 혼자 노무라 요시오를 비롯해 미타 히로코, 코이즈미 쿄코, 니시키오리 카즈키요, 야쿠마루 히로히데 등 차세대 아이돌이 다수 기용되고 있다. 또한 현재도 쟈니즈 사무소에 재적하고 있는 배우의 출연 대하로는 가장 오래된 작품이다.
또한이 작품은 1980년에 방영된 NHK의 수요 사극 「풍신의 문」의 스탭이 그대로 많은 연임하고 (음악 이케베 신이치 로우와 연출의 코바야시 헤이하치로 등) 역시 「풍신의 문」의 캐스팅이었던 배우도 많이 출연하고 있는 것이 특징이다. (미우라 코이치, 오노 미유키, 이소베 츠토무, 히구치 카나코, 타키가와 유미, 타테와키 무가, 이타미 주조, 테라다 미노히, 키타미 코이치, 오노 야스시, 츠지 만초, 마사 오카 아이코 등 주연이었다. 미우라가 하시모토 헤이자몬 역 오노가 헤이자몬의 연인 역으로 두 사람 모두 한 화 한 게스트 출연으로 다른 캐스트는 모두 레귤러로 출연한다.)
| NHK 대하드라마             | NHK 대하드라마         | NHK 대하드라마               |
| 이전 작품                  | 작품명                 | 다음 작품                    |
| -------------------------- | ---------------------- | ---------------------------- |
| 여인 태합기 (おんな太閤記) | 고개의 군상 (峠の群像) | 도쿠가와 이에야스 (徳川家康) |